# スペースロフトXL
スペースロフトXL (SpaceLoft XL) は、アメリカのUPエアロスペース社が開発した観測ロケット。直径25cm、全長6m。50kgの物体を搭載して、高度225kmの弾道飛行を可能とする。カーマン・ラインに到達するまでの時間は90秒。射場にはスペースポート・アメリカが使用される。

## 打上げ履歴
初の打上げは2006年9月25日で、このときは予期せぬ空気力学的影響を受け、高度12kmに到達した後、ニューメキシコ砂漠に衝突した。
2度目の打上げは2006年10月21日に予定されていたが、延期の後、2007年4月28日に行われた。このときはセレスティス社のサービスによって宇宙飛行士のゴードン・クーパーや俳優のジェームズ・ドゥーアンなど200人の遺灰が搭載された。
2009年5月2日には3度目となる打上げが行われ、ロケットは順調に飛行したが、予定していた高度約100kmに達することができなかった。教育が目的だった。
2010年5月4日に4度目の打ち上げが行われ、ロケットは順調に飛行して高度約70マイル（約112km）に達した後、無事に回収された。今回の打ち上げは主に教育目的で行われたもので、学生らが開発した実験装置が搭載されていた。また宇宙葬の遺灰カプセルも搭載されており、回収された後、遺族らに返却された。